# Ramen Daisuki Koizumi-san
Ramen Daisuki Koizumi-san (jap. ラーメン大好き小泉さん Rāmen ~, deutsch ‚Ramen-liebende Koizumi‘) ist eine Manga-Serie von Naru Narumi, die seit 2013 in Japan erscheint. Sie ist in die Genres Gourmet, Comedy und Seinen einzuordnen und wurde als Dorama und Anime-Fernsehserie adaptiert. Der Anime wurde international als Ms. Koizumi Loves Ramen Noodles veröffentlicht.

## Inhalt
Die Oberschülerin Yū Ōsawa (大澤 悠) ist fasziniert von ihrer wunderschönen, aber reservierten Mitschülerin Koizumi (小泉). Sie versucht sich mit ihr anzufreunden, doch Koizumi blockt jeden Kontaktversuch ab. Sie interessiert sich nicht für ihre Mitmenschen, sondern nur für Ramen, die sie tagtäglich isst. Koizumi reist sogar über das Wochenende oder in den Ferien in andere Orte Japans oder ins Ausland, um dort berühmte Ramen-Läden auszuprobieren. Verzweifelt versucht Yū dennoch, ihrer Schwärmerei näher zu kommen. Umso mehr frustriert es sie, dass ihr beiden Freundinnen Misa Nakamura (中村 美沙) und Jun Takahashi (高橋 潤) mühelos und durch Zufall mit Koizumi ins Gespräch kommen, als sie mit ihr Ramen essen oder sich darüber unterhalten. So nimmt sich auch Yū vor, Koizumis Vorliebe auszunutzen. Dabei lernt sie selbst viel über das Gericht und die verschiedenen Lokale.

## Veröffentlichungen
Der Manga erscheint seit September 2013 im Magazin Manga Life Storia beim Verlag Takeshobo. Dieser brachte die Kapitel auch gesammelt in bisher elf Bänden heraus. Der 6. Band verkaufte sich in der ersten Woche nach Veröffentlichung über 40.000 mal.

## Dorama
2015 entstand bei Kyodo Television unter der Regie von Tsukuru Matsuki ein vierteiliges Dorama zum Manga. Die Erstausstrahlung erfolgte vom 27. Juni bis 18. Juli 2015 bei Fuji TV. Am 4. Januar 2016 folgte ein Neujahrsspecial, ein weiteres am 30. Dezember 2016.

## Anime-Fernsehserie
Bei den Studios AXsiZ und Gokumi entstand unter der Regie von Kenji Seto eine 12-teilige Anime-Fernsehserie zum Manga. Das Drehbuch schrieb Tatsuya Takahashi und die künstlerische Leitung lag bei Risa Wakabayashi. Das Charakterdesign stammt von Takuya Tani.
Die Serie werden seit dem 4. Januar 2018 von den Sendern AT-X, Tokyo MX, BS11 und MBS in Japan ausgestrahlt. International wird der Anime von Crunchyroll als Ms. Koizumi Loves Ramen Noodles parallel veröffentlicht, unter anderem mit deutschen und englischen Untertiteln.

### Synchronisation
| Rolle         | Japanische Stimme |
| ------------- | ----------------- |
| Koizumi       | Ayana Taketatsu   |
| Misa Nakamura | Akari Kitō        |
| Yū Ōsawa      | Ayane Sakura      |
| Jun Takahashi | Yumi Hara         |

### Musik
Die Musik der Serie wurde komponiert von Shin’ichi Hosono und Takashi Tanaka. Das Vorspannlied ist Feeling Around von Minori Suzuki und der Abspann wurde unterlegt mit dem Titel Love Men Holic von Shiena Nishizawa.

## Computerspiel
Zum Manga wurde für Winter 2017/18 ein Computerspiel angekündigt, das von Avex Pictures herausgebracht werden soll. Die Spiel-App für iOS und Android soll den Titel Ramen Daisuki Koizumi-san: Manpuku Shikomi Magokoro Shitate.